# Damian Hugo von Virmond
Damian Hugo Franz Adrian Anton von Virmond zu Neersen (n. 24 august 1666, Herten, Renania de Nord-Westfalia, Germania – d. 21 aprilie 1722, Sibiu, Monarhia Habsburgică) a fost un general imperial, ambasador al Sfântului Imperiu Roman la Constantinopol. Datorită meritelor sale deosebite în Războiul dintre Liga Sfântă și Imperiul Otoman, Damian Hugo von Virmund a fost onorat cu titlul de „Conte al Sfântului Imperiu Roman” (Reichsgraf). 

## Cariera militară
Damian Hugo von Virmond a participat cu regimentul său la Războiul dintre Liga Sfântă și Imperiul Otoman, mai ales pe teatrul de operațiuni din Transilvania. A parcurs toate gradele militare (17 aprilie 1704: Generalfeldwachtmeister=general de brigadă, 15 august 1706: Feldmarschall-Leutnant), până la acela de Feldzeugmeister (3 mai 1716). În anul 1696 Virmond a intrat în serviciul imperial cu gradul de colonel al unui regiment alcătuit de ducele Johann Wilhelm von Pfalz-Neuburg pe cont propriu pentru împăratul Leopold I al Sfântului Imperiu Roman și luptei împotriva jugului otoman. Regimentul a fost recrutat în Franconia și adunat la Donauwörth pentru a fi luat în serviciul imperial la 3 iunie 1696. În ziua de 6 septembrie 1697 la Szeged și cinci zile mai târziu în Bătălia de la Zenta, regimentul colonelului Damian Hugo a luptat atât de onorabil conform raportului renumitului Feldmareșal Eugen de Savoia, încât împăratul  i-a trimis o scrisoare de mulțumire și o recunoaștere. La 29 septembrie 1906 în Viena, a fost ridicat un monument de onoare pentru acest regiment care arată în relief pe Damian Hugo, în timp ce conduce regimentul său la „botezul de foc la Zenta“.

## Cariera diplomatică
Damian Hugo a intrat ulterior în serviciul diplomatic. Mai întâi a fost guvernator imperial în Mantova, iar în 1715 a fost numit ambasador la curtea regelui Carol al XII-lea al Suediei din Stralsund și în 1716 la curtea regelui Frederic Wilhelm I al Prusiei la Berlin, unde a negociat cu rezultate favorabile respectiv neintervenția trupelor rusești în Marele Război al Nordului. De acolo a fost trimis în grabă în Polonia (august 1716), deoarece administrația habsburgică din Ungaria a fost îngrijorată din cauza insurgenților maghiari care se adunaseră în orașele de graniță poloneze (insurecția lui Francisc Rákóczi al II-lea).
La 21 noiembrie 1717 a primit omagiul orașului imperial Aachen și a ținut o intrare solemnă, care a fost ultima unui ambasador imperial special. Reprezentând împăratul, Damian Hugo, precum și nepotul său, Ambrosius Franz, au apărut pretutindeni cu mare fast. Cu astfel de intrări solemne și parade reprezentative cei doi au încercat să redreseze prestigiul în scădere al împăratului Carol al VI-lea.

### Pacea de la Passarowitz
După victoriile strălucitoare ale prințului Eugeniu de Savoya în Războiul austro-turc din 1716-1718, după cucerirea fortărețelor Timișoara și Belgrad, conducerea otomană a cerut tratative de pace.

## General al Transilvaniei și Țării Românești
După moartea generalului Étienne de Stainville a fost rechemat la Viena și trimis la Sibiu, fiind numit în data de 12 martie 1721 general comandant al Transilvaniei și Țării Românești Austriece. În data de 21 aprilie 1722 a murit la Sibiu.
A fost înmormântat în Biserica Franciscană din Sibiu, alături de predecesorul său, generalul Stainville.